# Ulkusaari (ö i Lappland, Norra Lappland, lat 68,67, long 27,58)
Ulkusaari är en ö i Finland. Den ligger i vattendraget Ivalojoki och i kommunen Enare  i den ekonomiska regionen Norra Lappland och landskapet Lappland, i den norra delen av landet, 900 km norr om huvudstaden Helsingfors. Öns area är 0,4 hektar och dess största längd är 200 meter i sydväst-nordöstlig riktning.